# Anders Behring Breivik
Anders Behring Breivik (Londres, 13 de febrer de 1979) és un ciutadà noruec i l'autor confés dels atemptats de Noruega de 2011.
Segons les investigacions policials, és el responsable de la col·locació de la bomba que va explotar al centre d'Oslo el 22 de juliol de 2011 i del posterior tiroteig a l'illot d'Utøya, que van deixar un saldo de 76 morts. Breivik es va acostar al campament juvenil del Partit Laborista a l'esmentada illa, i fent-se passar per un agent policial, va cometre la massacre obrint foc contra la multitud, que ell mateix es va encarregar de congregar al seu voltant amb l'excusa d'oferir informació sobre l'explosió que havia tingut lloc un parell d'hores abans a la capital. El balanç de morts mostra que 68 joves van perdre la seva vida a la massacre a Utøya i 8 a Oslo. Hi va haver també un total de 96 persones ferides per l'atac. Es desconeix si va actuar sol o amb ajuda. Va ser arrestat a Utøya 90 minuts després de començar a disparar, quedant sota custòdia policial. El 24 d'agost de 2012 fou condemnat a 21 anys, prorrogables, de presó.

## Antecedents
Breivik, que va estudiar a l'Escola de comerç d'Oslo, va ser descrit pel diari Verdens Gang (VG) com un exfrancmaçó, (erròniament, ja que la lògia a la qual pertanyia, la Norske Frimurerorden, 'Losjen Søilene' va publicar al seu web l'expulsió en data immediatament posterior a l'atemptat). Es defineix igualment com a nacionalista i conservador. En el seu suposat perfil de Facebook, Breivik s'autodefineix com a cristià (luterà, de l'Església luterana noruega i conservador, i hi va expressar les seves simpaties per Winston Churchill i l'heroi antinazi de la Segona Guerra Mundial, Max Manus. El diari VG afirma que Breivik no tenia antecedents, a banda d'algunes infraccions de trànsit, i que l'imputat estava en possessió d'una pistola Glock, un rifle i una escopeta registrats al seu nom. Breivik s'havia mudat a una petita localitat del comtat de Hedmark, a l'oest de la capital noruega, entre finals de juny i començaments de juliol de 2011.
Breivik va ser membre del partit de dretes Fremskrittspartiet (en noruec: partit del progrés) i de la seva secció juvenil. Segons l'actual líder d'aquest partit, Ove Vanebo, Brevik va deixar de participar-hi a principis de la dècada del 2000, quan les seves visions es van tornar extremistes.

D'acord amb informacions de la premsa local i internacional, Breivik participava activament en la web social document.no, participacions les quals han estat caracteritzades com a molt crítiques amb l'islam (islamòfobes) i pro israelianes. A més de declarar-se admirador de Churchill i Manus, també declara admirar el polític neerlandès Geert Wilders, el partit del qual descriu com a l'"únic partit veritable per als conservadors". Al Twitter, Breivik va citar amb aprovació la frase del filòsof utilitarista John Stuart Mill:
| « | "Una persona amb una creença iguala la força de 100.000 amb només interessos". | » |

D'acord amb el seu advocat, Breivik hauria declarat que la seva acció va ser "atroç" però "necessària", i que l'havia planificada durant un llarg període. A més es va saber que havia redactat un "manifest" de 1.500 pàgines i l'havia penjat a internet abans dels atacs, aquest text, titulat 2083. A European Declaration of Independence i signat amb el pseudònim d'Andrew Berwick, gira al voltant de la "guerra de races" i en com pot alliberar-se Europa dels immigrants. També es va donar a conèixer que Breivik s'identificava a si mateix amb els Cavallers Templers i que havia penjat un vídeo a YouTube en què deia als seus seguidors a la guerra contra el marxisme i l'islam, en el vídeo apareixia empunyant un fusell automàtic i amb un pegat al braç que deia "Caçador de Marxistes". YouTube va retirar el vídeo el dia de la massacre a la nit.

## Compte deTwitter
El seu compte de Twitter va ser suposadament forçat per desconeguts el dia 31 de juliol del mateix any. Els autors van escriure dos tuits sense interès per, pocs minuts després, afirmar:
| « | "This Twitter account has been seized by #NORIA. @AnonymousNorway" | » |

El mateix dia, tots els tuits van ser eliminats, incloent-hi l'inicial. En aquell moment tenia quasi 4.000 seguidors.

## Procés judicial
La Policia noruega ha dit que estudia la possibilitat d'acusar Breivik de crims contra la humanitat, ja que els crims de terrorisme dels quals el van acusar originalment tenen una pena màxima de tot just 21 anys de presó al Codi penal noruec, mentre que els crims contra la humanitat tenen en aquest mateix codi una pena màxima de 30 anys de presó. Això ha generat un fort debat en la societat noruega, ja que la majoria de la població considera que les penes previstes per la legislació penal del seu país són massa toves, i en el cas especial de Breivik desitjarien veure'l condemnat a cadena perpètua o fins i tot, en el cas d'alguns sectors més radicalitzats per la indignació, a la pena de mort.
El 24 d'agost de 2012, del tribunal del districte d'Oslo va dictaminar que Breivik era responsable dels seus actes en assassinar 77 persones i, per tant, fou declarat culpable (penalment responsable). Essent condemnat a pena de presó a 21 anys, amb la possibilitat de pròrroga pel temps que es consideri que és un perill per a la societat.